# U (nombre)
El nombre u és el nombre natural que segueix el zero i precedeix el dos. S'escriu 1 en xifres àrabs, I en les romanes i 一 en les xineses. L'ordinal corresponent és primer/primera. El quantitatiu corresponent és un/una i unitat (un d'ells; Dona-me'n un; Cinc unitats).
L'u és l'element neutre del producte, és a dir, qualsevol nombre a multiplicat per 1 torna a donar a.
Encara que en teoria pot considerar-se un nombre primer (ja que els seus únics divisors són u i ell mateix, que també és u), es pren com a conveni que no ho és. Si ho fos, aleshores els nombres naturals no tindrien una factorització única (llevat d'ordre), sinó que en tindrien infinites (per exemple, 6 = 2·3 = 1·2·3 = 1·1·2·3 = ...) i les definicions de moltes propietats matemàtiques es veurien afectades, com per exemple la dels nombres perfectes.
Ocurrències de l'u:
- En informàtica l'1 s'associa amb la posició d'"encès" i és un dels dos dígits del sistema binari.
- En moltes cultures l'1 es representa mitjançant un punt o un traç (horitzontal o vertical), com per exemple en el xinès.
- És el nombre atòmic de l'hidrogen.
- Normalment és el nombre que porten a les samarretes els porters de futbol.
- Designa l'any 1 i l'1 aC.
- Pot escriure's també amb les notacions {\displaystyle 0,999...}, {\displaystyle 0,{\widehat {9}}}, {\displaystyle 0,{\bar {9}}}, {\displaystyle 0,{\dot {9}}} i {\displaystyle 0,(9)\,\!} (vegeu 0,999...)
- És el segon nombre de Lucas.[2]

## En matemàtiques
El nombre 1 és el primer nombre natural després del 0. Tot nombre natural, inclòs l'1, es construeix a partir de la successió, és a dir, afegint 1 al nombre natural previ. El nombre 1 és la identitat multiplicativa dels nombres enters, dels reals, i dels complexos, és a dir, tot nombre {\displaystyle n} multiplicat per 1 no canvia ({\displaystyle 1\times n=n\times 1=n}). En conseqüència, el quadrat ({\displaystyle 1^{2}=1}), l'arrel quadrada ({\displaystyle {\sqrt {1}}=1}), i qualsevol altra potència d'1 sempre és igual a 1. 1 és el seu propi factorial ({\displaystyle 1!=1}), i 0! és també 1. Es tracta d'un cas particular del producte buit. Tot i que 1 compleix la definició naïf d'un nombre primer, sent només divisible per 1 i per ell mateix (també 1), la convenció moderna dicta que no es consideri ni un nombre primer ni un nombre compost.
Diferents construccions matemàtiques dels nombres naturals representen 1 de diverses maneres. En la formulació original de Giuseppe Peano dels axiomes de Peano, un conjunt de postulats per definir els nombres naturals de forma precisa i lògica, es tractava 1 com el punt d'inici de la seqüència de nombres naturals. Més tard, Peano va revisar els seus axiomes i va fer començar la seqüència pel 0. En l'assignació cardinal de nombres naturals de Von Neumann, en què cada nombre és definit com un conjunt que conté tots els nombres que van abans d'ell, es representa l'1 com el singletó {\displaystyle \{0\}}, un conjunt que només conté l'element 0. El sistema de numeració unari, utilitzat en comptatge, és un exemple d'un sistema de nombres amb "base-1", ja que només cal una marca – el pal en sí. Si bé aquesta és la manera més simple de representar els nombres naturals, la base-1 s'utilitza molt rarament com a base pràctica per comptar degut a la seva dificultat a l'hora de llegir.
En molts problemes en matemàtiques i enginyeria, els valors numèrics sovint es normalitzen per tal que el seu valor es trobi en l'interval unitat ([0,1]), on 1 representa el valor màxim possible. Per exemple, per definició 1 és la probabilitat d'un esdeveniment que és absolutament o gairebé segur que passarà. De forma similar, els vectors normalment es normalitzen a vectors unitaris (és a dir, vectors de magnitud u), ja que aquests tenen unes propietats més desitjables. Les funcions també se solen normalitzar de tal manera que la seva integral doni u, el seu valor màxim sigui u, o la integral del seu quadrat sigui u, en funció de l'aplicació.
1 és el valor de la constant de Legendre, introduïda l'any 1808 per Adrien-Marie Legendre per expressar el comportament asimptòtic de la funció de recompte de nombres primers. La conjectura de Weil dels nombres de Tamagawa afirma que el nombre de Tamagawa {\displaystyle \tau (G)}, una mesura geomètrica d'un grup algebraic lineal connectat sobre un cos de nombres global, és 1 per tot grup simplement connectat (aquells que són connectats per camí sense 'forats').
1 és el nombre més habitual com a primer dígit en molts conjunts de dades numèriques del món real. Això és una conseqüència de la llei de Benford, que afirma que la probabilitat d'un primer dígit específic {\displaystyle d} és {\textstyle \log _{10}\left({\frac {d+1}{d}}\right)}. La tendència que tenen els nombre del món real a créixer exponencialment o logarítimica produeix un biaix en la distribució en favor de nombres més baixos: l'1 apareix aproximadament el 30% dels cops.

## En altres camps
En tecnologia digital, es representen les dades mitjançant codi binari, és a dir, un sistema de numeració de base 2 en què els nombres es representen com a seqüències d'uns i zeros. Les dades digitalitzades són representades en dispositius físics, com ara ordinadors, com a pulsos d'electricitat a través de dispositius com transistors o portes lògiques on "1" representa el valor d'"encès" o "actiu". Per tant, el valor numèric de veritable és l'1 en molts llenguatges de programació. En càlcul lambda i teoria de la computabilitat, els nombres es representen amb codis de Church com a funcions, on el numeral de Church per a l'1 és representatper la funció {\displaystyle f} aplicada a un argument {\displaystyle x} una vegada (1{\displaystyle fx=fx}).
En física, certes constants físiques es fixen a 1 en sistemes d'unitats naturals per tal de simplificar la forma d'equacions; per exemple, en unitats de Planck la velocitat de la llum és igual a 1. També es coneixen les magnituds adimensionals com a 'quantitats de dimensió u'. En mecànica quàntica, la condició de normalització per a les funcions d'ona requereix que la integral del quadrat del mòdul de la funció d'onasigui igual a 1. En química, l'hidrogen, el primer element de la taula periòdica i l'element més abundant en l'univers conegut, té un nombre atòmic de 1. El grup 1 de la taula periòdica està format per l'hidrogen i pels metalls alcalins.
En filosofia, es considera habitualment el nombre 1 un símbol d'unitat, sovint representa Déu o l'univers en tradicions monoteistes. Els pitagòrics consideraven que els nombres eren plurals i per tant no classificaven l'1 com a nombre, sinó com l'origen de tots els nombres. En la seva filosofia dels nombres, en què els nombres senars eren considerats masculins i els parells femenins, l'1 es considerava neutre i capaç de transformar els nombres senars en parells i vice versa a través de la suma. El tractat dels nombres del filòsof neopitagòric Nicòmac de Gèrasa, tal com el va recuperar Boeci en la traducció al llatí Introducció a l'Aritmètica, afirmava que u no és un nombre, sinó la font dels nombres. En la filosofia de Plotí (i en la d'altres neoplatonistes), 'L'U' és la realitat última i la font de tota existència. Filó d'Alexandria (20 BC – AD 50) considerava el nombre u com el nombre de Déu, i la base de tots els nombres.